# ハル大学
ハル大学(英語: University of Hull)とはイングランド、イースト・ライディング・オブ・ヨークシャーの都市であるキングストン・アポン・ハルにある国立大学である。1927年にハルユニバーシティ・カレッジ(英語: University College Hull)として設立した。主要キャンパスはハルにあり、ヨーク大学と共同のハル・ヨーク医科大学が併設されている。学生はハル大学組合に加入している。

## キャンパス
メインキャンパスは街の北西にあるコッティンガムロードにあり、一方小規模のキャンパスはスカボローの近くに位置している。メインキャンパスはハル・ヨーク・メディカル・スクールのホームキャンパスでもあり、ヨーク大学とも共同のイニシアチブをとっている。また写真のヴェン・ビルディングは大学の中心である。

## 歴史
ロンドン大学のカレッジのひとつであったユニバーシティ・カレッジ・オブ・ハルはヨーク公（のちにジョージ6世）によって1927年創立された。カレッジは、ハル・シティ・カウンシルと地元からトーマス・フェレンスとGFグラントによって寄付された土地に建てられた。そして1年後にはピュアサイエンスとアーツ学部の最初の14学科が39人の生徒を迎えオープンした。
元々の大学の紋章はアルジャノン・テューダー・クレイグによって1928年にデザインされた。シンボルは学問の光としてのたいまつ、ヨークシャーのバラ、ハル市紋章から公爵の冠、リンコルンシャーのフラ・ダ・リとトーマス・フェレンスの紋章から平和の象徴の鳩である。これらのシンボルは後に新しい大学のロゴが作られたときにも使われている。
また大学でかつて詩人のフィリップ・ラーキンがブリンモア・ジョーンズ図書館の司書をしていたことがある。フィリップ・ラーキン・ソサエティーは現在、ラーキンを偲んで活動を続けている。また、桂冠詩人アンドリュー・モーションや映画監督のアンソニー・ミンゲラなども働いていた。
2000年、大学はユニバーシティ・カレッジ・スカボローを買い取り、それがハル大学スカボローキャンパスとなった。大学はさらに2003年リンコルン大学のキャンパスの隣接した建物を買い取り拡大を図り、2005年度から、大学のウェスト･キャンパスとなった。このキャンパスは現在ハル・ヨーク・メディカル・スクールとビジネススクールが移転した。
ロード･ウィンベルフォースが1978年から1994年まで学長に就任し、大学やロースクールの発展に力を注いだとして知られている。前 官房長官であったロバート・アームストロングは1994年から2006年まで学長を務めた。ヴァージニア・ボトムリーは2006年4月から学長を務めてい る。
カレッジは1954年に勅許を受けた。これはヨークシャーで3番目であり、イギリスでは14番目であった。1960年にはブリンモア・ジョーンズ図書館が建設され、1970年には拡張される。1960年代、さらに学部のビルディングが増築された。
1972年にはジョージ・グレイとケン・ハリソンが常温利用が可能な液晶を、大学の化学研究室で開発し、電子産業や消費者製品で成功を見せた。この成果によってハル大学は英国女王賞イノベーション部門を初めて受賞した大学となった。
2007年に行われた「留学生満足度調査」において、ハル大学は56大学中第2位にランクインした。また、国内学生満足度調査では3年連続トップ10入りを果たし、87%以上の卒業生が、学習体験、生活体験、支援サービスの充実度をあげ、ハル大学を勉強に最適な場所として推薦すると答えた。さらに、学生時代の友人同士を再会させるウェブサイトとしてきわめて高い人気を誇るフレンズ・リユナイテッドの最もフレンドリーな大学を選ぶ投票においても、2年連続でトップ5に選ばれた。
2010年に行われたTHE世界大学ランキングでは279位にランクインした。

## 組織

### 歴代学長
1. マイケル・ウィロビー（英語版） (1954–1969)
2. ヘンリー・コーエン（英語版） (1970–1977)
3. リチャード・ウィルバーフォース（英語版） (1978–1994)
4. ロバート・アームストロング (イルミンスター男爵)（英語版） (1994–2006)
5. バージニア・ボトムリー（英語版） (2006–2023)
6. アラン・ジョンソン (2023年7月-)

## 学生
2008年現在22275名の学生が在学中である。

## 学部
1992年から2001年に実施した調査（サンデータイムズ紙報告）によると、ハル大学は20もの分野で優秀であるとの評価を受け、ドラマ、政治、アメリカ研究だけではなく、化学や物理学といった分野においても高い評価を受けている。2001年のリサーチ・アセスメント　RAE（研究水準に関する公的調査）では、音楽、歴史、英語、アジア研究、政治、法律、地理の7科目が国際レベルの5と評価された。
また2009年の The Times Good  University Guide では政治学科が国内第5位にランクインし、2011年のThe Guardian University Guideでは化学科が国内第３位にランクインした。

## 主な出身者

### イギリス人
- ロイ・ハタスリー（英語版） - 労働党副党首
- ジョン・プレスコット - 副首相
- ロジャー・マクグー（英語版） - 詩人
- アンソニー・ミンゲラ - 映画監督
- トレイシー・ソーン  - ミュージシャン
- ベン・ワット  - ミュージシャン

### 外国人
- ムフタル・ケント（英語版） - アメリカ人。ザ コカ・コーラ カンパニーCEO
- 富山幹太郎 - 日本人。タカラトミー代表取締役社長
- ファラハナーズ・ファイサル - モルディブの外交官
- 山川百合子 - 日本の衆議院議員
- ニコラス・リヴァプール - ドミニカ国大統領